# Alaisiagae
Alaisiagae („die Allgeehrten“) ist der Name oder Beiname der vier germanischen Göttinnen Baudihillia, Friagabis, Beda und Fimmilena, die in drei Inschriften aus dem nordenglischen Housesteads am Hadrianswall (Northumberland) überliefert sind. Die Inschriften stammen aus dem 3. Jahrhundert von Votivsteinen des Tempelbezirks des römischen Kastells Vercovicium und wurden von zwei römischen Auxiliareinheiten, dem Cuneus Frisiorum Vercovicianorum und dem Numerus Hnaudifridi errichtet.
Die als Paar auftretenden Alaisiagae stehen in engem Verbund mit dem in einem Inschrift durch germanische Stifter aus der Civitas Tuihanti (die niederländische Region Twente) verehrten Gott Mars Thincsus. Besonders die Beda und Fimmilene als Begleiterinnen des Mars Thincsus sollen sowohl für die Alaisiagae als auch für den Mars Thincsus ihre Funktion als Thinggottheiten in der germanischen Volks- und Gerichtsversammlung anzeigen. Laut Forschungsansätze des 19. Jahrhunderts, die im 20. Jahrhundert vor allem durch Georges Dumézil vertreten wurden, haben ihre Namen Bezug auf das Rechtsinstitut des Things (deshalb Mars Thincsus) und besonders auf das mittelalterliche Bodthing (zu Beda) und das Fimelthing (zu Fimmilena), die im westfriesischen Schulzenrecht des 12. Jahrhunderts erwähnt werden. Bodthing erscheint hier als "gebotenes Thing", Fimelthing als ein zusätzliches Afterding oder Ungehorsamsthing. Der zeitliche Abstand zwischen dem römischen Zeitalter und den spätmittelalterlichen Quellen ist immerhin beträchtlich. Der norwegische Historiker Frode Iversen warnt deshalb vor voreiligen Schlussfolgerungen, meint aber die erwähnten Götternamen könnten tatsächlich auf den Existenz eines germanischen Systems von festen Rechtsversammlungen (Thincsus) hinweisen, mit Sondersitzungen (Beda) und informellen Sitzungen (Fimmilena).
Andere Deutungen versuchen in den Alaisiagae, ebenfalls nach Aspekten des Mars Thincsus, als germanischer Mars einen Gott des Kriegs (siehe Tiwas/Tyr), walkürenartige mythische Wesen oder auch bei der Friagabis (etymologisch bedingt) Segensgottheiten  zu sehen. Siegfried Gutenbrunner identifizierte Baudihillia oder Beda zusätzlich als "Kampfdämon mit der Streitaxt", währenddessen es sich bei Friagibis oder Fimmilena um einen "Dämon des Regenerationskults mit dem Hiebmesser" handeln sollte. Seiner Ansicht nach ginge es tatsächlich um Walküren, die eine Funktion im Rechtssystem hatten. Da in der heutigen deutschen Forschung für die letzteren Ansätze gewissermaßen ein Non liquet besteht, wird dem Rechtsbezug häufig den Vorrang gegeben. Dagegen hat man in der angelsächsischen Forschung (zum Beispiel Helga Ellis Davidson) die Walkürenthese weiterhin vertreten. Neuere Ansätze versuchen die Alaisigae und verwandte Göttinnen vor allem als Matronen oder Urmütter in einem Ahnenkult zu deuten.